# Дихне Євгеній Григорович
Євгеній Григорович Дихне (нар. 12 жовтня 1963, Чернівці, УРСР) — колишній керівник авіакомпанії Міжнародні авіалінії України з 18 вересня 2019 року.

## Життєпис

### Службова кар'єра
2017—2019 — перший заступник директора аеропорту «Бориспіль», у 2014—2017 — директор ДП МА «Бориспіль». Голова Авіаційного комітету при Торгово-промисловій палаті України.
Член громадської ради при Державній Авіаційній службі України від авіаційного комітету ТППУ.

### Освіта
Випускник Київської Школи Державного Управління імені Сергія Нижного та Aspen Institute Kyiv.
Другу освіту за фахом «Організація перевезень і управління на повітряному транспорті» отримав у Національному авіаційному університеті (Київ) та захистив диплом за темою «Оптимізація пропускної спроможності аеропорту».
Першу освіту за фахом «Вагонобудування та вагонне господарство» отримав у інституті інженерів залізничного транспорту (Дніпропетровськ) у 1988 році.

### Трудова активність
З вересня 2019 — президент авіакомпанії Міжнародні авіалінії України.
З 2017 — перший заступник директора аеропорту «Бориспіль».
З вересня 2014 року — в.о. директора аеропорту.
2013—2014 — директор з організації пасажирських перевезень Державної адміністрації залізничного транспорту України («Укрзалізниця»).
2009—2013 — заступник начальника головного пасажирського управління «Укрзалізниці».
2008—2009 — заступник директора Розрахункового центру Міністерства транспорту та зв'язку України.

## Громадська діяльність
З жовтня 2016 року по жовтень 2019 року — голова Авіаційного комітету при Торгово-промисловій палаті України (ТППУ).
З грудня 2017 року долучився до діяльності Комітету авіаційного транспорту при Експертній раді при Міністерстві інфраструктури України, як голова Авіаційного комітету Торгово-промислової палати України.

## Розслідування

### Зловживання службовим становищем
1 березня 2023 року суд призначив Дихне покарання у вигляді 5 років позбавлення волі з позбавленням права обіймати посади, пов'язані з виконанням організаційно-розпорядчих чи адміністративно-господарських функцій і на строк три роки та зі штрафом у розмірі 8,5 тис. грн Дихне та начальника служби орендних відносин визнали винними у зловживанні службовим становищем, що завдало 15,7 млн грн збитків (ч.2 ст.364 ККУ).

### Звинувачення у несплаті податків
У липні 2025 року Дихне повідомили про підозру в несплаті податків. За даними слідства, МАУ уклала лізингові договори на оренду літаків Boeing 737 і Embraer із підприємством із Кіпра. Протягом 2017—2022 років сума платежів перевищила 3,4 млрд грн, а керівництво неправомірно застосовувало нульову ставку оподаткування, посилаючись на угоду про уникнення подвійного оподаткування між Україною та Кіпром.

## Нагороди
- 2016 — № 2 серед найкращих менеджерів України за версією видання Delo.ua[13].